# Ajuar funerario de Fernando de la Cerda

El ajuar que procede del sepulcro de Fernando de la Cerda (1255-1275), heredero de Alfonso X el Sabio, se encuentra en el Monasterio de Santa María la Real de las Huelgas, que además alberga el Museo de Telas Medievales de Burgos donde se expone el traje completo.
Tradicionalmente atribuido a Alfonso VII "el Emperador", se adjudicó definitivamente al infante don Fernando tras su apertura para el estudio científico realizado en el monasterio entre 1942 y 1944, comprobando que todo su contenido se mantenía intacto, por lo que hasta hoy día es considerado, tanto en cantidad como en calidad, el mejor conjunto de indumentaria civil medieval del mundo y ejemplo único para conocer la forma de enterramiento y riquezas de ajuar funerario utilizadas por la monarquía castellana del siglo XIII.

## Biografía
Fernando de la Cerda (1255-1275), era primogénito del rey Alfonso X "el Sabio" y de la reina Violante de Aragón y proclamado heredero al trono de Castilla en  las Cortes de Vitoria de 1256. El mote de «el de la Cerda» le viene por un lunar peludo, a modo de cerda, que se dice tenía en el pecho o en la espada. A lo largo de su corta vida intervino en distintos hechos de armas en Sevilla y Navarra así como en las negociaciones con la nobleza enfrentada a su padre. Ante el conflicto por la herencia del gobierno de Aragón, Alfonso X que marchaba a Europa, traspasó los derechos de sucesión de Navarra al primogénito Fernando.
Falleció de forma repentina en Ciudad Real en 1275, cuando aún no había cumplido los veinte años, mientras preparaba el enfrentamiento contra los benimerines asentados en el sur de la península.
Fruto de su matrimonio en 1269, con la infanta Blanca, hija de Luis IX de Francia, nacieron dos hijos conocidos como los infantes de la Cerda: Alfonso de la Cerda “el Desheredado “, (1270-1333) que intentó hacer valer sus derechos de la sucesión al trono de Castilla y León, ya que en Las Siete Partidas se establecía que la sucesión correspondía a los hijos del heredero, aunque fue privado de acuerdo con la ley anterior que no admitía los derechos hereditarios del primogénito del futuro rey si éste fallecía antes de haber tomado posesión. Su segundo hijo fue Fernando de la Cerda (1275-1322).
En las Cortes celebradas en Segovia en 1278, Alfonso X reconoció como heredero a su hijo Sancho, suscitando el rechazo de la viuda del infante Blanca de Francia, apoyada por su hermano el rey de Francia Felipe III, quien amenazó con invadir Castilla. También provocó la reacción de su esposa la reina Violante, que marchó con los infantes de la Cerda a la corte de Aragón para que recibieran el favor de su hermano Pedro III. Alfonso X trató de evitar el enfrentamiento negociando la entrega del reino de Jaén a Alfonso de la Cerda, si se reconocía como vasallo de Sancho, quien molesto con la situación, en las Cortes celebradas en Valladolid (1282) se alió con la nobleza descontenta para intentar destronar a su padre. Alfonso reaccionó desheredando a Sancho y decretando que el trono pasaría a los infantes de la Cerda, pero su testamento no fue respetado y a su muerte se inició el reinado de Sancho IV.
Rocío Sánchez Ameijeiras considera que, tras la coronación de su hijo Sancho, la reina Violante de Castilla debió aceptar la petición de éste de volver a Castilla, quedando los hijos del primogénito Fernando retenidos en el castillo de Játiva. Además, manifiesta que varios indicios vinculan a doña Violante con los trabajos funerarios en las Huelgas en 1279, que parecen iniciarse a raíz de la muerte del infante, cuya consagración fue realizada precisamente por un obispo aragonés. Así mismo, quizás para destacar la legitimidad de la  condición regia del heredero Fernando de la Cerda, se consagró un cementerio para otros reyes, cuando hasta la fecha únicamente descansaba Enrique I (1204-1217).
El resto de su vida, la reina Violante permaneció en Aragón, apoyando de forma activa los derechos sucesorios de su nieto Alfonso de la Cerda. A pesar de ser figura regia, no se conserva memoria de dónde se encuentran sus restos, pudo recibir sepultura en la Real Colegiata de Santa María de Roncesvalles, otros indicios la sitúan en el Convento de Santa Clara de Allariz.

## Decoración del ataúd
El análisis realizado por el historiador y arqueólogo Manuel Gómez-Moreno nos da información detallada de los sepulcros que componen el panteón de las Huelgas. El ataúd de don Fernando de la Cerda está realizado en madera y forrado de ricas telas procedentes de taller morisco.
El exterior está cubierto por una sarga de tejido grueso y duro de inspiración románica, con el fondo en ocre y la decoración en oro pálido que dibuja círculos con hojas sueltas enmarcando parejas de grifos sobre minúsculos elefantes, en los segmentos aparecen adornos formando círculos enlazados, atravesados por listas moradas, con la inscripción en árabe «La felicidad».
La tela que forra la tapa forma un faldón volante, luce oro sobre fondo morado conteniendo parejas de leones, aves y pavones de diseño cristiano aunque revela inspiración morisca.
El forro interior presenta franjas alternas, una con decoración arabesca sobre fondo blanco y la otra en rojo sobre la que se repite la inscripción “La alabanza a Dios” en oro. Esta decoración se corta hacia la cabecera por otras listillas simétricamente ordenadas en diversos colores intercaladas con labor de oro, sobre fondo rosa de estrellas blancas y celestes.
El cuerpo reposaba sobre tres cojines rellenos de pluma de manufactura hispanoárabe. Del primero solo queda su labor de hilos metálicos formando una red bordada sobre lienzo.
El situado en medio es una de las piezas medievales más destacadas en esta categoría, está bordado a punto de pleita con hilos de seda policromados sobre muselina, componiendo en cuadrícula una serie de reyes que sostienen flores de lis o globos rematados en cruz y dos aves posadas a sus pies, abajo se alinea un alfabeto en caracteres góticos, todo enmarcado en leones, flores de lis y águilas de carácter heráldico.
El cojín que se encuentra debajo está realizado en punto de media en colores ocre, amarillo y blanco, con decoración en cuadrículas sesgadas donde se alternan águilas y flores de lis, por el otro lado en octógonos que contienen castillos y cuadrados con florones; alrededor, una cenefa repite la palabra «bendición» en árabe. A la derecha del cuerpo, se añade un pequeño cojín de tafetán morado.

## Indumentaria real

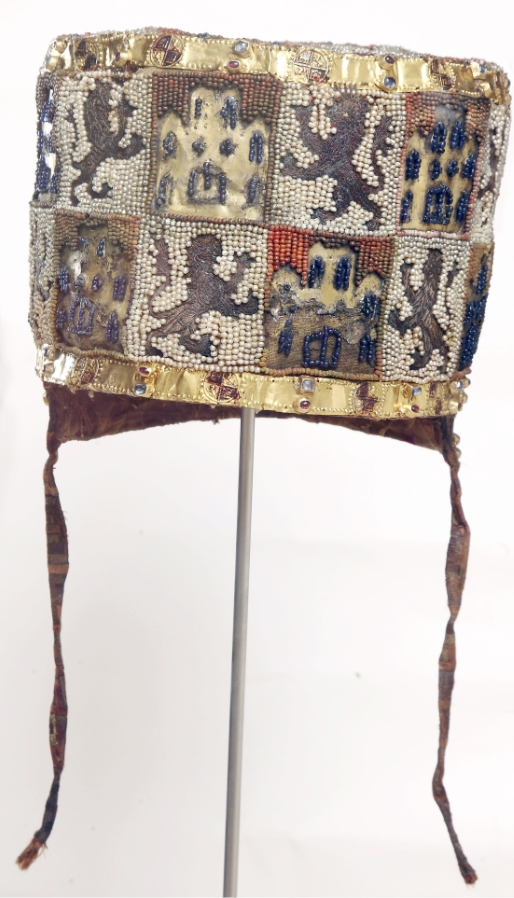
Birrete de don Fernando de la Cerda

La vestimenta estaba compuesta por tres piezas en samito, cortadas de un mismo brocado en seda con hilos entorchados en oro y plata. Manuel Gómez Moreno realiza un estudio detallado de su composición.
El infante porta una saya encordada, de cuello redondo y mangas estrechas, con cuerpo recto y un faldón con hendidura central, interiormente está forrada con tafetán color carmesí. Esta prenda disponía de una cuerda en el costado izquierdo que ajustaba la prenda al cuerpo.  
El pellote tiene cuello redondo y dos grandes escotaduras laterales que permiten dejar al descubierto los hombros y el torso, terminado en una falda recta con hendidura central y forro de pieles. No se conoce el motivo por el que el infante vestía el pellote debajo de la saya, ya que todas las informaciones y representaciones de la época mostraban la saya cubriendo la camisa y sobre ellas el pellote.
Finalmente se cubre mediante el manto de corte semicircular, forrado de piel a cuadros pardos y blanquecinos y atado mediante dobles cintas de galón que alternan castillos y leones en rojo, azul y amarillo. 
Debajo de la vestimenta, se conservan restos de la camisa de lienzo y unas bragas sujetas a un cinturón de correa del que penden sendos cordones para sujetar unas calzas de lana oscura.
Estaba tocado con un birrete cilíndrico compuesto por un armazón de madera de haya y cubierto por un fino lienzo blanco forrado de tafetán carmesí, sobre el que se dispone la decoración heráldica, rematado en la parte superior e inferior por dos bandas perimetrales metálicas. 
El tejido que compone el traje está totalmente cuajado de pequeños escudos cuartelados donde se alternan el castillo y el león adiestrado que conformaban el emblema castellano desde 1230. 
El riquísimo birrete también está labrado con dos filas de casetones de Castilla y León. Los castillos están realizados en chapa de plata dorada, sus puertas y ventanas se han modelado mediante abalorios azules, dispuestos sobre un fondo tupido de granos de coral rojo. Los leones rampantes están bordados sobre pequeñas cuentas de aljófar y colocados a ambos lados simétricamente, de forma que todos quedan mirando hacia delante. Las dos bandas de oro que lo perfilan se adornan mediante cabujones que alternan discos troquelados con el cuartelado de castillos y leones, e intercalados se distribuyen zafiros y granates muy pequeños.
El barboquejo, que sirve para su ajuste, está realizado con dos tiras de brocado en tafetán, decorados con una composición geométrica carmesí perfilada en negro sobre fondo dorado.

## Complementos
El infante exhibía en la mano derecha un anillo de oro cobrizo con un granate ovalado y ocho granos de berilo alrededor.  El cinturón, de extraordinaria calidad, probablemente es regalo de algún noble francés, se cruzaba sobre el hombro y caía por delante casi hasta los pies, está decorado con composiciones geométricas, esvásticas, escudos y diferentes animales; la hebilla y enganche para la espada están realizados en plata dorada salpicados de perlas, zafiros y cornalina. La espada de combate que sujeta el infante con la diestra, muy utilizada en toda Europa durante los siglos XIII y XIV, es la única exclusivamente de guerra de este período que se conserva en España, con vaina de cuero sobre madera y empuñadura de bronce cubierta con cuerdas entretejidas.  Además porta unos acicates (espuelas) de hierro chapados en plata, timbrados con las armas reales y grabados con imbricaciones y bellos atauriques moriscos.

## Sepulcro

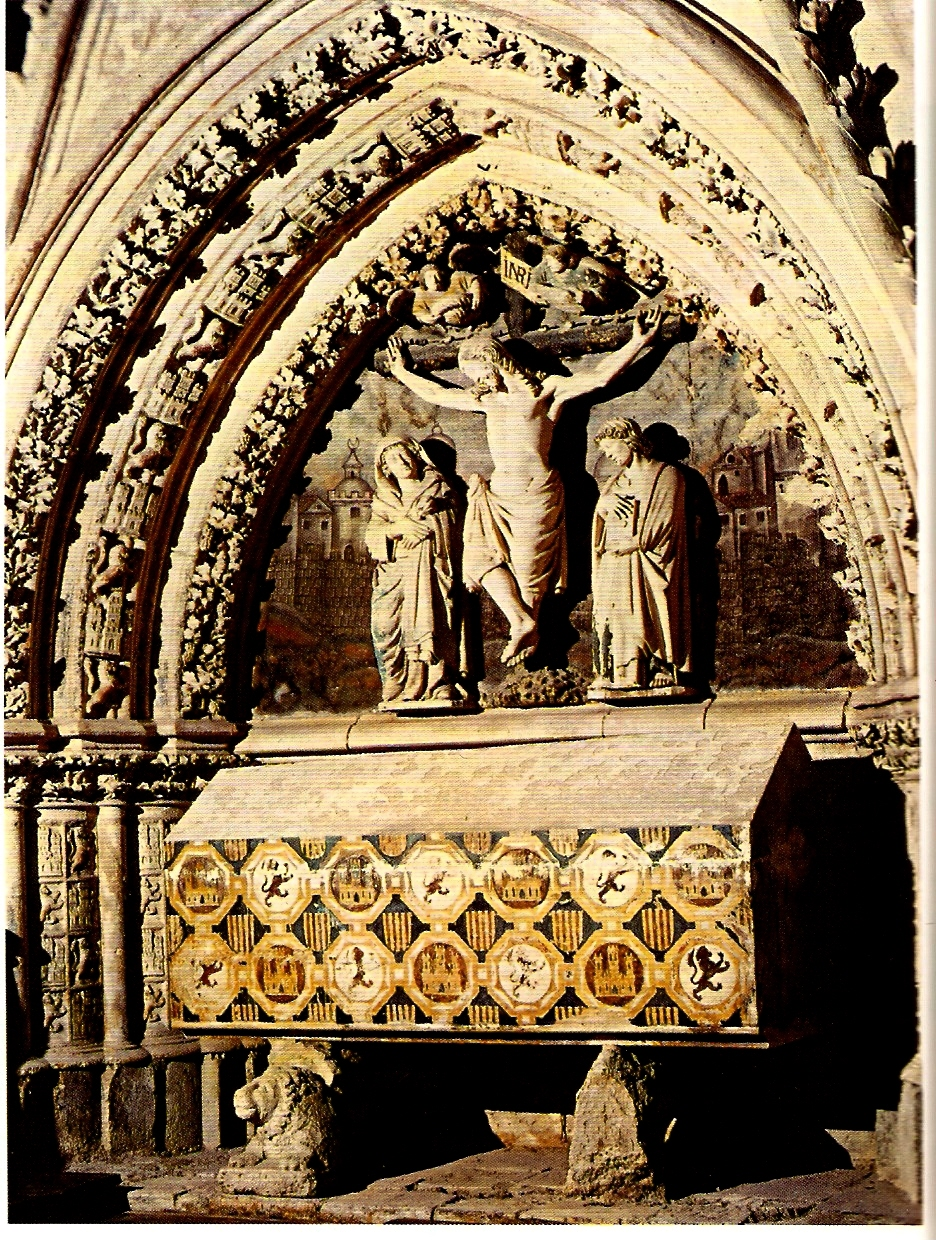
Sepulcro de Don Fernando de la Cerda

El sepulcro está realizado en piedra, situando en su cabecera la imagen de la Virgen con Jesús en brazos entre ángeles que portan candeleros en la cabeza. La pintura lo cubre totalmente de octógonos que encierran alternativamente las armas de Castilla y de León, el hueco formado por cada cuatro octógonos lo ocupa el escudo con los bastones de Aragón, que son las armas de la madre del infante, doña Violante de Aragón. La tapa a dos aguas se adorna con medallones de latón, de nuevo con cuartelados de León y Castilla. 
Para reforzar la idea de fuerza y poder, la urna sepulcral reposa sobre dos leones, que conllevan una simbología dual, por un lado alude a la figura de Cristo como león de Judá en su muerte y resurrección; por otro lado, la connotación negativa representa al demonio como león rugiente que arrebata las almas.
La magnífica sepultura fue situada en la nave de santa Catalina, encajada bajo arcosolio con forma de picudo gablete y triple arquivolta con arcos escalonados adornados de motivos vegetales y los blasones de Castilla y León cuartelados, en el tímpano se sitúa un Calvario de bulto redondo de finales del siglo XIII o inicios del XIV. Posteriormente se remató con un escudo coronado.

## Conservación
La humedad y otros factores medioambientales han contribuido al deterioro de los sepulcros y su contenido, especialmente los materiales más perecederos como son las telas, aunque también piezas metálicas y de piel. Pero sobre todo acusan el expolio sufrido a lo largo del tiempo, la invasión napoleónica obligó a las monjas a huir del monasterio ya que en él se alojaron las tropas francesas que abrieron los sepulcros, saqueando y destrozando gran parte de los tesoros de su interior, lo que hoy dificulta su identificación. Posteriormente también se han producido profanaciones durante la primera República y en fechas siguientes provocando robos y destrozos con miras al coleccionismo y al comercio de antigüedades. 
Solamente quedó completo el sepulcro del infante don Fernando de la Cerda gracias al sepulcro de su primogénito Alfonso, que se situó delante y tan próximo que hubo que cercenar los leones que lo sustentaban.

## Monasterio de las Huelgas

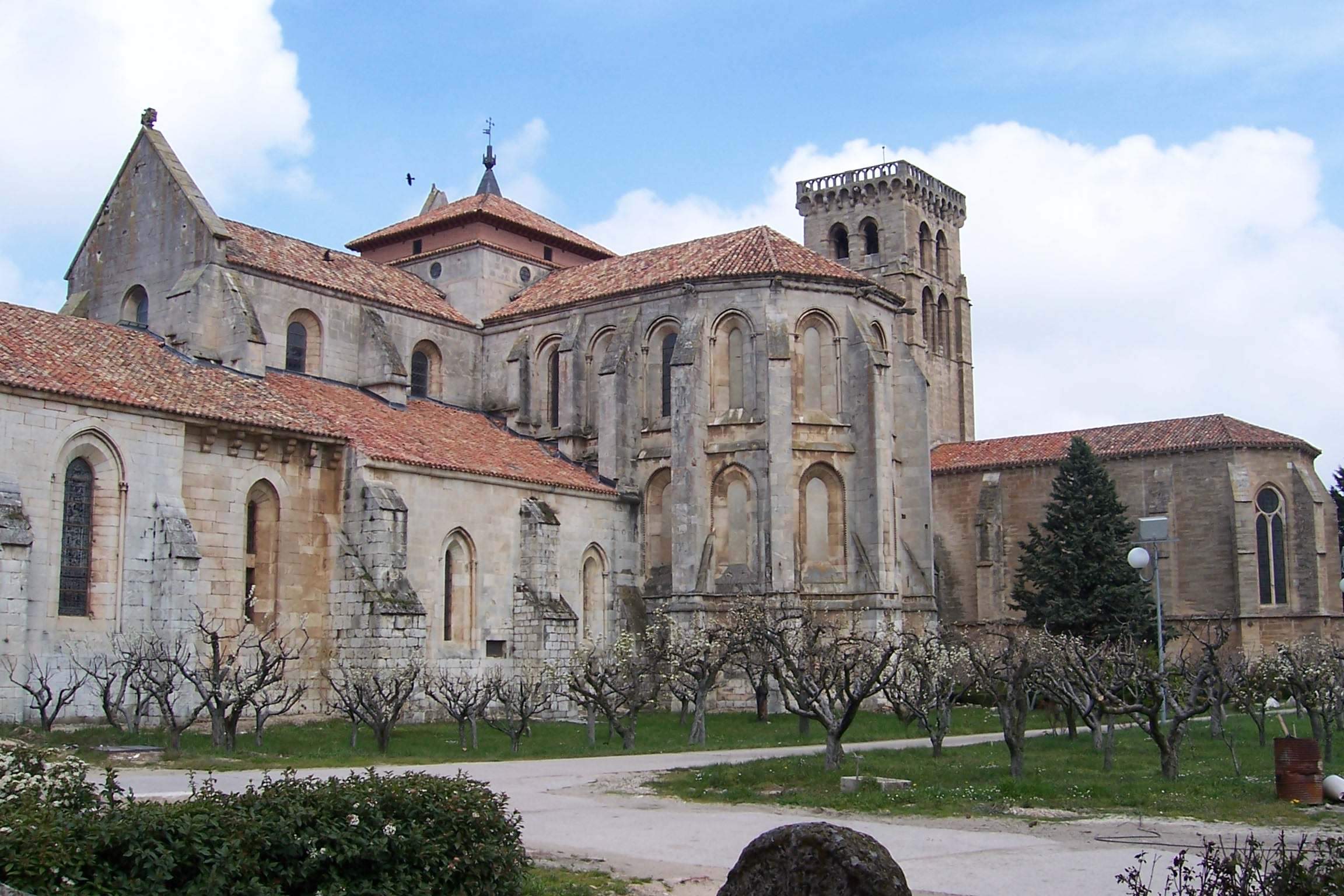
Monasterio de las Huelgas (Burgos)

El monasterio de Santa María la Real de las Huelgas, fue construido sobre un pequeño palacio en la ciudad de Burgos  y fundado en 1187  por iniciativa de su Alfonso VIII de Castilla con el fin principal de convertirlo en panteón real para toda su familia, pero sobre todo por el deseo de su esposa Leonor de Plantagenet de crear un lugar que fuera digno retiro y a la vez se constituyera en centro de influencia y autoridad para las mujeres, en especial de la aristocracia y la realeza. Por concesión del papa Clemente III,  en 1199 el monasterio se incorporó a la orden del Cister y se convirtió en casa madre de los monasterios femeninos de Castilla y León. 
El edificio iniciado por Alfonso VIII distaba mucho de la amplitud y magnificencia que muestra en la actualidad. La parte inicial la forman el claustro románico conocido como las Claustrillas, con una capilla aneja y dos más de carácter mudéjar. La gran iglesia de fuerte influencia francesa, siguiendo el modelo cisterciense, fue iniciada por Leonor y finalizada por Fernando III, que también añadió la sala capitular, el refectorio y diferentes dependencias, así como el claustro de San Fernando, con bóvedas de yeserías mudéjares, ya de claro estilo gótico.  
Durante la Edad Media, el monasterio acogió ceremonias en las que destacados futuros reyes fueron armados caballeros como Fernando III el Santo, Eduardo I de Inglaterra, Alfonso XI de Castilla y León, Pedro I de Castilla y Juan II; y coronados Alfonso XI y su hijo Enrique II de Trastámara. Pero sobre todo, cumplía la función de panteón real, en el que reposan los difuntos reales, en ataúdes insepultos, cuyos sarcófagos sobre soportes de piedra, con frecuencia tallados como delanteras de león, muestran una gran diversidad artística y aportan un importante legado histórico. 
Las sepulturas estaban distribuidas entre los diferentes espacios: atrio, pórtico, claustro, aunque las de especial categoría se encuentran en el interior de la iglesia. Los cuerpos de los fundadores se colocaron en doble sepulcro erigido en medio del coro, se añadieron otros tantos en esta nave central y en las laterales, las naves de San Juan y de Santa Catalina, en esta última se encuentra el infante Fernando de la Cerda, hasta sumar un total de treinta y ocho sepulcros. 
En el panteón, se puede apreciar que aún no se ha instaurado en España el gusto francés por situar estatuas yacentes sobre las sepulturas, que se iniciará, salvo en raras excepciones, muy avanzado el siglo XIII y tendrá un gran desarrollo en la centuria posterior.

## Museo de Telas Medievales
Uno de los grandes atractivos del Monasterio de la Huelgas lo constituye el Museo de Telas Medievales situado dentro del claustro de San Fernando, en la estancia que servía como cilla o almacén del grano. Fue inaugurado en 1987 con motivo del octavo centenario de la fundación del monasterio y reabierto en 2008 tras su ampliación  y reorganización en la que se ha duplicado el espacio expositivo, se han renovado las vitrinas y realizado obras de mejora de las condiciones climáticas y de iluminación.
Este museo contiene tejidos e indumentaria femenina, masculina e infantil de los siglos XII, XIII y XIV con una datación exacta, al proceder de los sepulcros de los reyes de su panteón. El conjunto está formado  por 51 piezas compuestas por unos 300 elementos, a pesar del paso del tiempo y las profanaciones, las telas se encuentran en notable buen estado de conservación debido a la gran calidad de la seda, sobre las que además, se ha realizado una sobresaliente labor de limpieza y restauración. Todo ello ha dado lugar a que sea reconocida internacionalmente como la mejor  colección existente de tejidos civiles de la Edad Media.
Además del ajuar completo de Fernando de la Cerda, expone obras muy destacadas.
La pieza de mayor importancia la constituye el auténtico pendón de la Navas de Tolosa de inicios del siglo XIII, tapiz almohade tejido con hilos de oro sobre sedas de gran colorido, con inscripciones e iconografías árabes, obra cumbre de la tapicería hispanomulmana. Botín obtenido por Alfonso VIII al derrotar al califa almohade Al-Nasir en la batalla de  las Navas de Tolosa (1212) que supone la victoria más importante de la Reconquista e inicia el declive del dominio musulmán. También guarda la Cruz de Las Navas de Tolosa que llevó el arzobispo Rodrigo Ximénez de Rada en dicha batalla, donada por el rey al monasterio.
Además son admirables entre otras piezas, la saya y pellote de Leonor de Castilla, el fragmento del manto de Alfonso VIII, el pellote de Enrique I, la cofia del infante Fernando o las almohadas de María de Almenar, Leonor de Castilla y Berenguela de Castilla.

## Indumentaria masculina en elsigloXIII
Para el estudio de la indumentaria, debido a la dificultad de su conservación,  son fundamentales tanto las obras figurativas como las menciones en documentos y literatura, aunque con frecuencia es complejo asociar los términos con la imagen para concretar la prenda a la que se refieren. 
Como explica la historiadora del arte Carmen Bernis, la indumentaria románica en España, de fuerte influencia bizantina, no mostraba grandes diferencias entre hombres y mujeres, se caracterizaba por la utilización de vestimentas largas de anchas mangas y abundante tela, como resultado las formas del cuerpo quedaban ocultas e imponían movimientos lentos y solemnes.
A partir del siglo XIII, se produjeron cambios importantes en la forma de vestir, el incremento de la vida urbana dio lugar a una sociedad más compleja y una mayor diferenciación social por el atuendo, el lujo se extendió en las clases altas, incrementándose el uso de la seda, apareció el terciopelo y nuevos tipos de pieles. Por influencia del mundo militar, equipado con armaduras más ceñidas para permitir mayor movimiento en la lucha, las vestiduras civiles van a ser cada vez más ajustadas, marcando cintura, caderas incluso escote, lo que provoca una cierta sexualización de la imagen tanto del hombre como de la mujer.
Siempre manteniendo tres tipos de prenda: el traje de debajo, que podía llevarse a cuerpo, un traje de encima y un sobre todo; pero con una mayor variedad de prendas .
La camisa era la prenda interior que los hombres se ponían directamente sobre el cuerpo, sobre ella se colocaban la saya, el traje de debajo, que podía ser de diferentes largos, ablusada o ajustada y con mangas estrechas. La saya encordada encontrada en el infante don Fernando es una variación, se ajustaba y abrochaba a un costado mediante un cordón. 
Frente a los tradicionales trajes de encima denominados piel y aljuba, el pellote es una novedad en la época, prenda original de la indumentaria gótica española, disponía de dos grandes aberturas laterales descubriendo gran parte del torso y las caderas, podían tener forro de diversas telas, piel o carecer de él. 
En el siglo XIII, como prenda sobre todo, se crearon capas y mantos con novedosos estilos, una de las más utilizadas en este siglo fueron las capas con cuerda, eran mantos sujetos al pecho con un cordón, permitiendo mayor libertad de movimiento. También surgió un nuevo corte circular en estos mantos a diferencia de los tradicionales cortados con forma rectangular o semicircular como la encontrada en el ajuar del infante.
En la época románica los hombres llevaban normalmente la cabeza descubierta, pero a lo largo del siglo XIII lo tocados fueron cobrando gran importancia. La cofia que vestía el guerrero para proteger el cabello bajo el «capiello de armar» o yelmo, dio lugar al tocado más utilizado en todas las clases sociales. Sobre la cofia o directamente sobre el pelo, también llevaban bonetes redondeados o tocados con alas en los viajes para protegerse el sol, así como sombreros con ala puntiaguda. También en este siglo apareció el capirote, en el que se introducía la cabeza por una abertura que encuadraba el rostro, que fue modificándose en los siguientes siglos.
En don Pedro de la Cerda se aprecia el gusto de los nobles y caballeros por llevar un tocado cilíndrico que imitaba en forma al casco militar utilizado en la época para destacar su carácter distinguido. En el Libro de Juegos y las Cantigas de Alfonso X el Sabio se muestran diversas imágenes de personajes de la realeza cubiertos por este tipo de tocado con la misma decoración y colores. Se conservan otros dos ejemplares de este tocado: el que perteneció al infante don Felipe, hijo de Fernando III, expuesto en el Museo Arqueológico Nacional  y el del Alfonso X que se encuentra en su sepulcro de la catedral de Sevilla.

## Las Ceremonias funerarias en la Edad Media
La religión cristiana basa sus fundamentos en el culto a Dios y el cumplimento de su doctrina con la promesa de la resurrección de los muertos en el Juicio Final, que provoca en los cristianos la preocupación por el lugar y las condiciones en las que reposaría su cuerpo hasta ese momento. El auge de  la devoción hacia los mártires y sus reliquias también  suscitó en la nobleza y el clero el deseo de ser enterrados en el interior de iglesias o monasterios buscando su cercanía e intercesión, dejando incluso en sus testamentos instrucciones precisas sobre las condiciones y lugar de enterramiento. 
A partir del siglo XII, esta práctica se generalizó, suponiendo un importante beneficio económico para la Iglesia, mientras que para las  clases nobles constituía un medio de distinción social. Se produjo una jerarquización del espacio eclesiástico: el presbiterio, espacio donde residen el Corpus Christi y las reliquias, fue el más deseado por la nobleza, seguido del coro, lugar donde tenían lugar los cantos y rezos del clero; también se ubicaron sepulcros entre los pilares o adosados a los muros cobijados por nichos y arcosolios.
Esta costumbre funeraria hizo que monasterios, catedrales e iglesias llegaran a competir  para enterrar a los miembros de la familia real y nobles más ilustres ya que estos conllevaban un gran prestigio, pero sobre todo un considerable aporte de riqueza debido a las donaciones y beneficios, reservando para ellos grandes espacios privilegiados como claustros o panteones y a partir del siglo XIV se aprecia el desarrollo de grandes capillas funerarias.
La búsqueda de notoriedad en los personajes de la nobleza, dio lugar a ceremoniosos y ostentosos funerales que servían para hacer gala de riqueza y poder, que seguían un ritual común consistente en un velatorio en la casa o palacio del difunto, seguido de una procesión con un numeroso cortejo formado por parientes, amigos, clero y vasallos, donde se dramatizaba el duelo y todo el séquito expresaba de forma patente sus lamentos hasta llegar al templo, que se encontraba enlutado para la ceremonia con paños oscuros decorados, donde se celebraban los oficios de difuntos para finalmente, ser inhumado en la capilla o sepulcro. Todo ello enmarcado con adornos, armas, atributos y trofeos del finado; todo fastuosamente engalanado de banderas y lujosas telas con los escudos bordados o pintados que identificaban y ensalzaban al difunto.
La tradición de conservar los sepulcros a la vista, con los  difuntos momificados y la indumentaria propia, casi en sociedad con los vivos, representa el espíritu cristiano de resurrección a través de la muerte.

## El Tejido como objeto suntuario en la Edad Media
El arte textil se puede considerar uno de los más antiguos, si bien este tipo de material es difícil que sobreviva al paso del tiempo en buenas condiciones, por lo que se ha conservado en número muy inferior a otras piezas como cerámica, joyas o mobiliario.  
Durante la Edad Media los tejidos se convirtieron en un bien muy preciado, tanto por  su valor artístico como por el de sus materiales. Su fácil transporte y conservación, alto coste económico, practicidad, refinamiento en la técnica y belleza, lo convirtieron en un bien suntuario ideal como ofrenda, siendo la seda el tejido predilecto para estas dádivas sobre todo en la zona del Mediterráneo, a la que se añadían hilos de oro o plata y se decoraban con preciadas piedras y abalorios.
Comenzó a ser habitual el obsequio de piezas textiles que los monarcas ofrecían a los nobles cortesanos más apreciados por sus servicios, y a su vez por parte de estos hacia sus gobernantes como muestra de poder e influencia o de respeto. También en los festejos, los nobles hacían alarde de generosidad hacia sus invitados regalando estos objetos suntuarios, con frecuencia era ofrenda de amor hacia las damas y siempre formaba parte de las costosas dotes .
En las descripciones de cualquier celebración, la literatura de la época refleja de forma directa la importancia de la riqueza textil como recurso de propaganda social y política. Los tejidos se han preservado fundamentalmente en los santuarios, tumbas reales y tesoros eclesiásticos, constituyendo un singular testimonio que ha contribuido de forma fundamental al esclarecimiento de distintos aspectos difusos de épocas pasadas. 

### Manufactura y comercio de la seda
Durante este período se produjeron grandes avances técnicos: una gran expansión de materias primas, la creación de nuevos tejidos, innovaciones como la creación de hilos elaborados con nuevos metales y aleaciones, desarrollo de sistemas de trabajo, la especialización que se aprecia en el desarrollo de los gremios según el tejido y nuevas herramientas o telares.  Todo ello implicó el aumento de la circulación de estas preciadas piezas, si bien la fabricación local cobró tal auge que pasó a ser motor de la economía en las ciudades medievales. 
En los inicios de la Edad Media, Constantinopla se había convertido en el centro de producción de seda más importante debido a su localización estratégica podía proveerse de la seda cruda de China, disponía un clima que propiciaba el cultivo de la morera para la cría los gusanos de seda y con un puerto que controlaba gran parte del comercio con la Europa cristiana.
El estilo bizantino cortesano, se caracteriza por el diseño de grandes medallones  y representa el poderío imperial mediante la decoración con leones, hipogrifos, tigres, caballos alados y otros animales fabulosos. Muchas de estas telas excepcionales, se trajeron desde tierras lejanas y, debido al gran auge del culto de las reliquias, se guardaron celosamente en iglesias, monasterios y catedrales, donde se conservan en féretros, relicarios y altares a lo largo de toda la Edad Media.
El comercio de esta mercancía formaba parte de los artículos de lujo que llegaban a Europa del lejano Oriente desarrollando un importante mercado internacional. La mayor parte de la seda bizantina llegó a Europa a través de Italia y en  especial de Venecia con quien tenía importantes relaciones comerciales. Así mismo existió otra ruta hacia el mercado anglosajón a través de Rusia y Escandinavia. En el saqueo de la ciudad de Constantinopla en 1204 parte del valioso botín lo formaban las fastuosas sedas.
A pesar de este importante comercio, la mayor parte de la producción  se realizaba en el ámbito local, y ya en la Edad Media las ferias jugaban un papel destacado en su distribución por todo Europa, destacando la de Campaña y en ciudades como Colonia, Saint Denis o Venecia entre los siglos XII y XIV.
En Europa la industria de la seda se va a desarrollar sobre todo en los países del sur como Italia, España y sur de Francia, donde las condiciones son propicias para el cultivo de la morera que sirve de alimento al gusano de seda, mientras que los territorios del norte como Inglaterra, Flandes y Alemania desarrollaron la manufactura de tejidos en lana y lino.

### La seda en España
El tejido de la seda y la sericultura fueron introducidos en España por los árabes, entre los invasores se fueron instalando tejedores que convirtieron a Córdoba en el primer centro de producción de seda. Estos talleres eran ya numerosos en el siglo X, recibían el nombre de tiraz, palabra persa que se refiere a las inscripciones árabes que se tejían en la seda con hilo de oro; por el gran prestigio de esta tela, su producción solía estar controlada por los califas y sus nobles. En estas fechas la ciudad con mayor producción sedera fue Almería, le siguieron más tarde Málaga, Murcia, Sevilla y Granada.
Los primeros tejidos hispanoárabes se caracterizaban por una estilización de los motivos  y su agrupación en formas rígidas. Los tejidos a cenefas iniciales se van enriqueciendo con cuadros y finalmente se completan con franjas horizontales y verticales de marcado contraste. El creciente interés por los emblemas heráldicos de la época tiene en estos talleres un gran desarrollo.
El avance de los cristianos hacia el sur no afectó a la producción de la seda. A pesar de los distintos valores culturales, la seda continuó gozando de gran prestigio e incluso aumentó su demanda, extendiéndose su producción hacia ciudades del norte como Toledo con un gusto más en la línea italiana y europea de la época.

### La seda en Europa: Italia
Dentro del territorio europeo, el reino de Sicilia y el sureste de Italia fueron los primeros en practicar el cultivo de la seda, de nuevo introducida por los árabes desde el año 827, cuando arrebataron este territorio al Imperio Bizantino, asimilando y adaptando su estilo que dio lugar a una producción de alta calidad y extraordinarios bordados. Con la conquista de los Normandos en 1147 se produjo una original renovación que convirtió la ciudad de Palermo en la principal sede de producción de seda para la decoración y vestuario de la corte, con tejidos tan destacados como los que amortajaron al emperador Enrique IV en 1197.
Con el fin de la dinastía Hohenstaufen la producción textil se trasladó a Pisa y especialmente a Lucca, cuya producción de seda de estilo gótico, a partir del siglo XIII adquiere fama mundial, manteniendo su preeminencia hasta el Renacimiento a pesar del saqueo de la ciudad por los pisanos en 1314 que provocó la dispersión de muchos tejedores por Génova, Venecia, Milán y también por Florencia, ciudad que desarrollará textiles más elaborados y ostentosos para la corte de los Medici.

### Tintes
Durante el medievo el pueblo utilizaba ropa no teñida o con colorantes que obtenían en su entorno, en bosques o montes, mediante moras, líquenes o rubias salvajes, y mordientes poco eficaces, como ceniza o vinagre. 
Para las clases nobles se obtenían tintes de mayor calidad que aportaban tonos vivos y resistentes, siendo muy reconocido el oficio de tintorero. Los colores permitían determinar el estatus social, así el color púrpura identificaba un concepto cromático en el que se incluían los colores rojo, violeta y azul, vinculándose más a un tipo de tejido suntuoso que a un color determinado, con el fin de simbolizar  poder y  prestigio social, tanto en  ámbito cortesano como religioso.  
La producción de tintes en este período se caracteriza por su elaboración natural, extraídos de animales, vegetales o minerales. Esto conllevaba un laborioso proceso en el que las materias primas debían triturarse, dejar reposar y generalmente cocerlas en tinas donde finalmente se sumergían las madejas y que para terminar se secaban tendidas al aire.
Dentro de los colorantes de origen animal aplicados para la seda, para el color rojo y todas sus variantes se utilizaba el quermes, insecto asociado a la encina abundante en España y toda la zona mediterránea, cuya tintura conocida como “grana” era muy demandada en todo el comercio europeo. Mientras que del sudeste asiático se traía la cochinilla.
Los recursos vegetales eran muy variados, el rojo se obtenía de la rubia, era común en el suroeste de Europa y Oriente Próximo y más tarde se empleó la urchilla. 
El amarillo se elaboraba con gualda en Europa o África y con azafrán en Asia, también introducido en época musulmana y que tuvo un gran auge en la península.
El azul, procedía del pastel europeo de origen norteafricano y asiático, que en España se cultivaba en los alrededores de Toledo y del índigo, originario de Asia tropical.
El ocre o marrón se obtenía del nogal mediterráneo. 
El zumaque es un arbusto cultivado en España con el que se teñían de negro telas y cuero. Para la producción de dicha tonalidad negra, la más utilizada en el teñido de sedas, también era utilizado el tanino, que junto con el hierro eran los únicos colorantes minerales utilizados. 
Finalmente, el comercio con el Nuevo Mundo trajo consigo importantes avances para la industria textil europea por la importación masiva de índigo, palo de Brasil y cochinilla.

## Decoración heráldica
Desde mediados del siglo XII la cristiandad occidental  inicia un creciente interés por los emblemas heráldicos, que evolucionan de forma rápida traspasando el ámbito de la guerra para extender su uso como seña de identidad familiar. A consecuencia de ello, la heráldica pasó a formar parte de la liturgia funeraria como herramienta que permitía identificar al difunto y personalizar su capilla o sepulcro de forma mucho más plástica y sencilla que las largas inscripciones que muy pocos podían leer. 
Es muy notable la presencia de emblemas heráldicos pintados o bordados en los ricos paños mortuorios, también llamados paños reposteros, que cubrían o forraban el ataúd, documentado en las ilustraciones de los libros de horas y en las descripciones de la literatura de la época.
La caducidad de los textiles y su exposición al hurto provocó la transformación de esta decoración en relieves o pinturas realizadas directamente en el sarcófago como  es el caso del infante don  Fernando, cuya decoración heráldica acapara todo el protagonismo ornamental.
El emblema de los monarcas de Castilla comenzó a utilizarse con Alfonso VIII, se describe:« sobre campo de gules, un castillo de oro almenado de tres almenas, mamposteado de sable y clarado de azur», inicialmente era presentado como señal y no dentro de un escudo, así se muestra en el sepulcro del rey y su esposa Leonor en las Huelgas. El emblema del reino de León: «sobre campo de plata, un león rampante de púrpura, linguado y armado de gules, y coronado de oro», fue añadido por Fernando III en 1230 , simbolizando la unión de los dos reinos bajo su gobierno, reuniendo la armas castellanas y leonesas en un escudo cuartelado, por primera vez en la historia, modelo que fue adoptado posteriormente por numerosos monarcas en toda Europa y que se conserva hasta la actualidad.